# Szádelő
Szádelő (szlovákul Zádiel) község Szlovákiában, a Kassai kerület Kassa-környéki járásában. A szlovákok a szomszédos Szádudvarnok községgel egyesítették Zádielske Dvorníky néven, ma újra önálló község.

## Nevének eredete
Neve a régi magyar szád (= nyílás) és elő (= elülső rész) főnevekből származik. A név arra utal, hogy a falu egy meredek falú szurdokvölgy bejáratánál fekszik.

## Fekvése
Kassától 38 km-re délnyugatra, Tornától 4 km-re nyugatra fekszik.

## Története

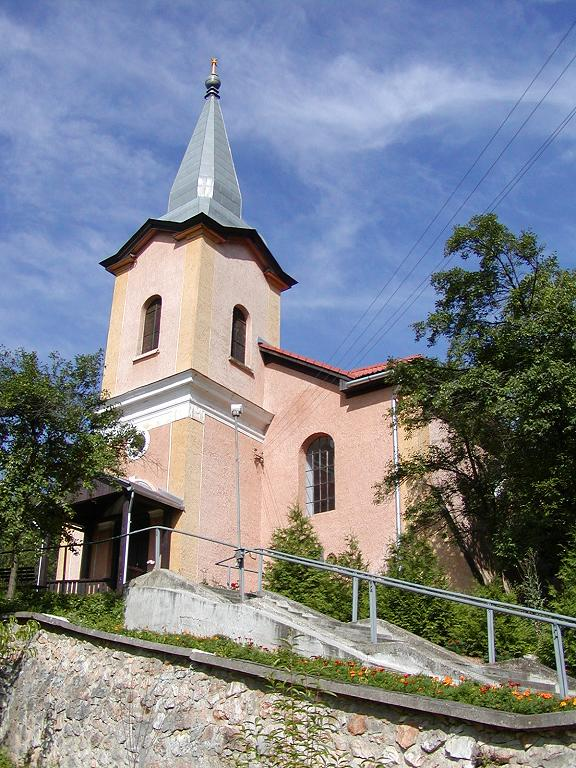
A szádelői református templom

1317-ben „Zadeley" néven említik először. Mára elfogadottá vált az a tény, hogy a falu a gyepűrendszer korából származik, elnevezése a szád és elő szavak összevonásából alakult ki.
A község a keletkezését valójában az ellenreformációnak köszönheti. Az 1678-as, valamint az 1680-as és az azokat követő években az ellenreformáció következtében felbomlott a tornai és a szádudvarnoki református gyülekezet. 1700 körül ezen gyülekezetek tagjai menedékhelyet kerestek az eddig néptelen szádelői völgyben. A völgy ekkor Gróf Keglevics József tornamegyei főispánnak volt a tulajdona. Erdőt irtottak, növelték a szántóföldeket. 1785-ben kisebb tűzvész pusztított a községben, majd 1811-ben leég az egész falu. A falut újra felépítették. A faluban senki sem tanult, ekkor még nem volt iskola.
A 18. század végén Vályi András így ír róla: „SZADELLŐ. Magyar falu Torna Várm., földes Urai több Urak, lakosai katolikusok, és reformátusok; fekszik Udvarnoknak szomszédságában; nevezetesíti híres barlangja, melly némellyek szerént, IV. BÉLA Királynak Sajó vizénél történtt veszedelme után menedék helyet szolgáltatott; határja sovány, borai nem nevezetesek."
Fényes Elek 1851-ben kiadott geográfiai szótárában így ír a faluról: „Szadellő, magy. falu, Abauj-Torna vmegyében, Tornához észak-nyugotra 1/2 órányira, 54 kath., 308 ref., 4 zsidó lak., ref. anyatemplommal. Határa részint termékeny, részint köves és sovány; bort termeszt; erdeje, fűrész és lisztmalma van. Nevezetessé teszi ezen helységet nagy barlangja, melly igen messze elnyúlik, s benne különféle állatok csontjai szemlélhetők. F. u. gr. Keglevich, Gedeon, Boronkay, Marjássy, s m. Ut. p. Rosnyó."
Az első iskolát 1863-ban építették fel Thúri János és Mihály gyümölcsösén. 1906. május 11-én a faluban ismét tűz pusztított, amely az egész falut elsöpörte.
Borovszky monográfiasorozatának Abaúj-Torna vármegyét tárgyaló része szerint: „Negyedórányira van innen Szádelő, a vadregényes szádelői völgy bejáratánál. A völgyet a Kárpátegyesület őrének kalauzolása mellett ajánlatos bejárni, noha szép időben semmi különös nehézséget sem okoz. A község 38 házzal, 265 magyar lakossal, református templommal bir. A község határában még maig is láthatók a tatárjárás idejéből származó sánczmaradványok. A tatárjárás idején az ottani barlangba és a szádelői völgybe menekülteket két dombról őrizték. Az egyiknek a neve „Irálló” vagyis Őrálló, a másiké „Nagyvárad”, melyen egy rögtönzött váracs volt. Szádelő alig kétszázados telepitvény; akkor keletkezett, mikor Torna a Keglevichek birtokába jutván, a protestánsokat onnan kitoltották."
1920-ig Abaúj-Torna vármegye Tornai járásához tartozott, ezután az új csehszlovák állam része lett. 1938 és 1945 között újra Magyarország része.

## Népessége
| Év:            | 1994. | 2004.   | 2014.    | 2024.   |
| -------------- | ----- | ------- | -------- | ------- |
| Emberek száma: | 194   | 199     | 168      | 147     |
| Eltérés:       |       | +2,57 % | -15,57 % | -12,5 % |

| Év:            | 2023. | 2024.   |
| -------------- | ----- | ------- |
| Emberek száma: | 153   | 147     |
| Eltérés:       |       | -3,92 % |

1880-ban 264 lakosából 252 magyar anyanyelvű volt.
1890-ben 265 lakosa mind magyar anyanyelvű volt.
1900-ban 242 lakosából 241 magyar és 1 szlovák anyanyelvű volt.
1910-ben 202 lakosa mind magyar anyanyelvű volt.
1921-ben 197 lakosából 195 magyar volt, ebből 185 református, 9 római katolikus, 2 izraelita és 1 evangélikus vallású volt.
1930-ban 207 lakosa mind magyar volt.
1941-ben 222 lakosából 221 magyar volt.
1991-ben 208 lakosából 187 magyar és 20 szlovák volt.
2001-ben 187 lakosából 162 magyar és 25 szlovák volt.
2011-ben 168 lakosából 133 magyarnak és 34 szlováknak vallotta magát.
2021-ben 155 lakosából 130 magyar (83,8%) és 23 szlovák.

## Nevezetességei

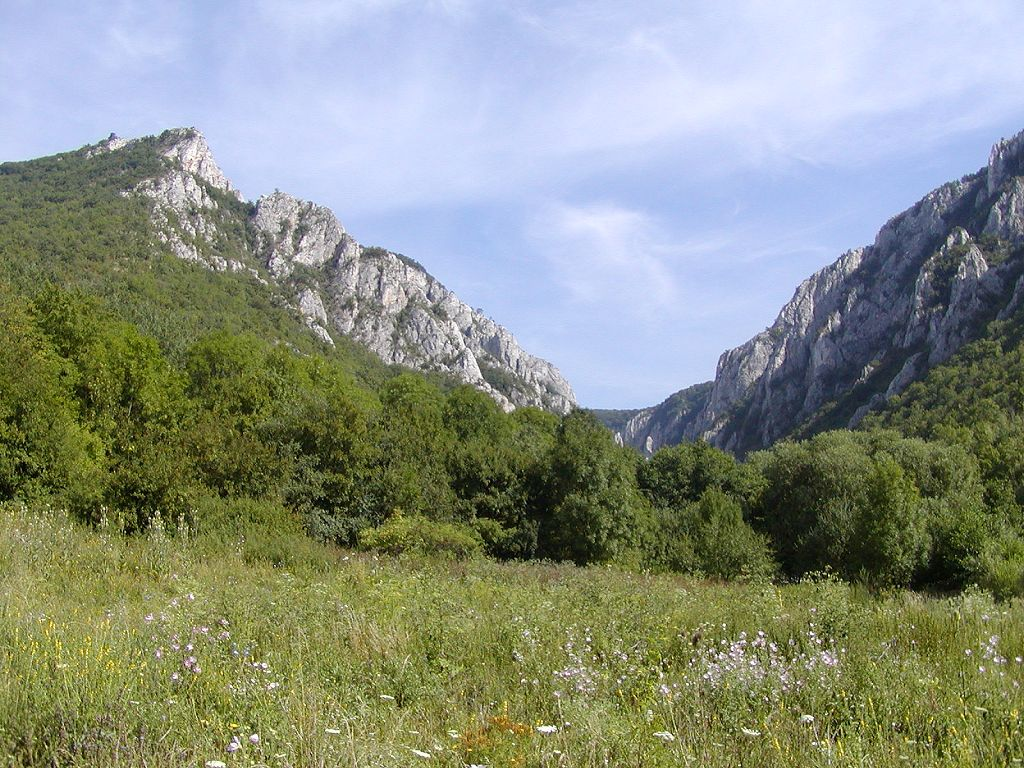
A Szádelői-völgy

Határában fekszik a Gömör–Tornai-karszt vadregényes Szádelői-völgye, a Szár-patak sziklacsodákkal teli szurdokvölgye. A völgy barlangok beszakadásából keletkezett, a 300-400 m magas sziklafalak között a Szár-patak (szlovákul Blatnica) rohan. A monda szerint itt bukott alá repülő szárnyas lováról a fellázadt gótok által üldözött Dengezik herceg, Attila fia. A holttestet fivére, Ellák herceg találta meg és ide temettette el, maga pedig népével együtt az itteni hegyek oltalmában telepedett meg. A patakot az elesett herceg emlékére nevezték el Szár-patakjának, a környező hegyeket pedig Szár-hegységnek.

## Testvérvárosa
- Ibrány, Magyarország